# Vér nélküli sebészet
A vér nélküli sebészet (angolul: bloodless surgery) valójában az idegen vér transzfúziótól (adástól) mentes sebészeti ellátást jelenti, amely napjainkra már megvalósult, terjedőben van.

## Előzménye
Az 1970-es évek óta tartják e módszert kívánatosnak, mert félelem alakult ki a vérátömlesztéssel átvihető fertőzésektől. Van aki még eddig nem azonosított kórokozók ilyen úton való terjedésétől tart, van aki az immunreakciók veszélyétől vagy a vérkészletek relatív csökkenésétől fél. Jehova tanúi vallási okokból utasítják el a vérátömlesztést.
Először 1964-ben végzett Denton Cooley Houstonban allogén transzfúziótól mentes szív- és érsebészeti beavatkozást, azóta már ezernél is többet. Kollégája Ronald Lapin a kalifornia Norwalk-ban létrehozta a vér nélküli sebészeti ellátásra specializálódott első egészségügyi központot, módszerét számos helyen követték, ma már 200-nál is több intézményben folynak ilyen programok.
Magyarországon egy közlemény szerint 1989-től 1999 májusáig 24 betegnél alkalmaztak a debreceni klinika szívsebészetén  kidolgozott komplex vérveszteséget csökkentő módszert.
A gyakorlatban több eljárás is megvalósítja a kitűzött célt.
Amerikában 15 kórház rendelkezik átfogó vérmegőrző programmal, és a vér nélküli ellátás hívei szerint 75 ezer orvos alkalmazza ezt a gyógyítási módot.